# Raadhuis van Barsingerhorn
Het Raadhuis van Barsingerhorn is een rijksmonument uit 1622 in het Noord-Hollandse dorpje Barsingerhorn, gemeente Hollands Kroon. Oorspronkelijk deed het pand dienst als rechthuis waar de rechtspraak van stede Barsingerhorn werd voltrokken. Van 1813 tot 1970 fungeerde het als raadhuis voor de gelijknamige gemeente. Het raadhuis staat ingeschreven onder rijksmonumentnr. 8673.

## Geschiedenis
Het pand stamt uit het jaar 1622. Dit jaartal is in de raadkamer aangebracht op een van de schouwbalken. De klok in het torentje is gegoten in 1659. Oorspronkelijk was het gebouw in bezit van Polderbestuur Barsingerhorn. Daarbij deed het dienst als rechthuis waar voor stede Barsingerhorn, die haar stadsrechten deelde met Haringhuizen, het recht werd gesproken. Vanaf 1813 tot 1970 hield de gemeente haar raadsvergaderingen in de oude raadkamer. In 1866 werd het bezit overgedragen aan de gemeente. De gemeentebode werd ondergebracht in het achterste deel. En de secretarie werd gevestigd in het raadhuis. Op 25 september 1973 werd het pand opgenomen in het rijksmonumentenregister. In 2019 verkocht de gemeente Hollands Kroon het raadhuis, waardoor het in particulier bezit terechtkwam.

## Galerij

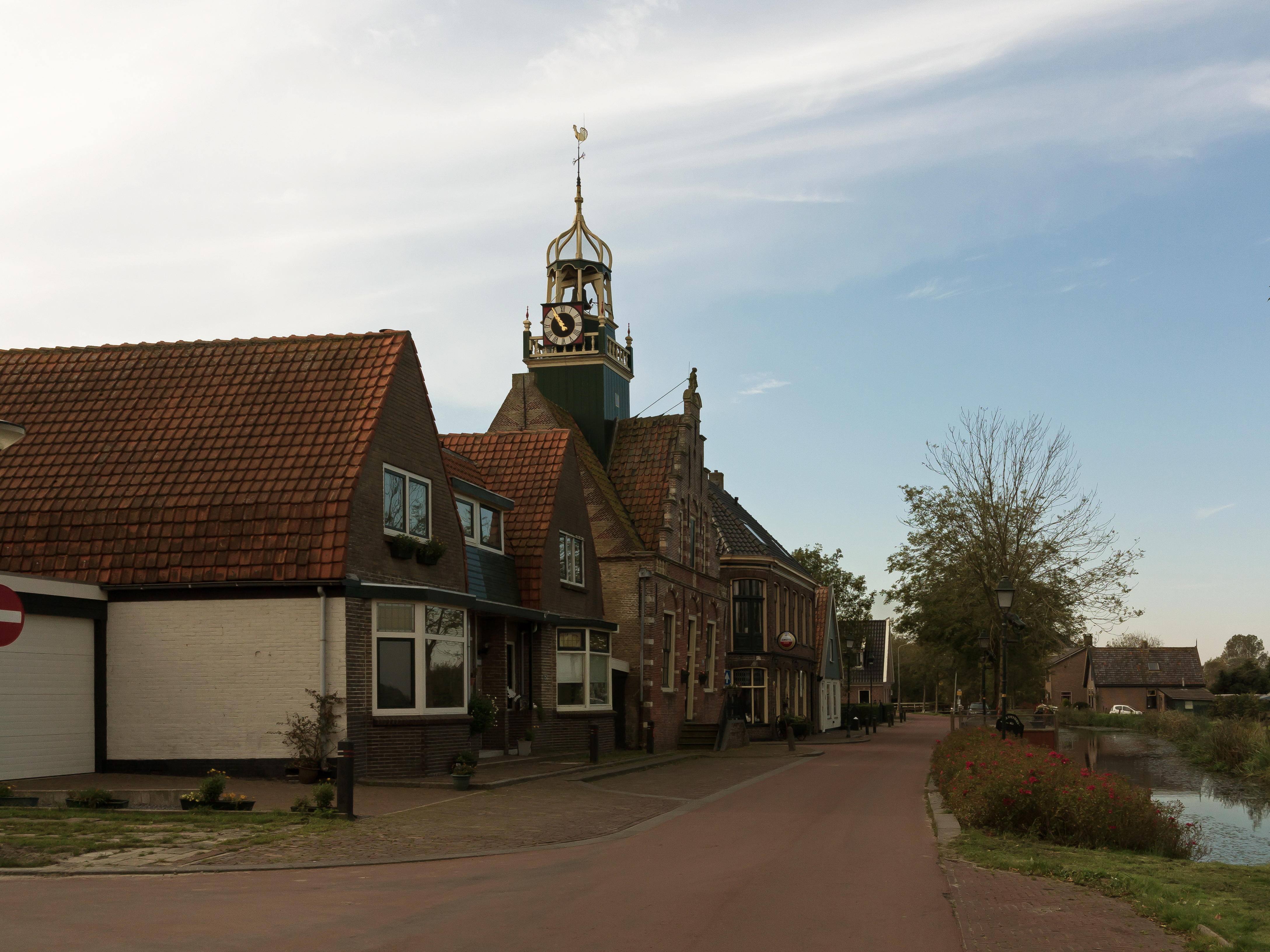
Raadhuis vanaf de Heerenweg.
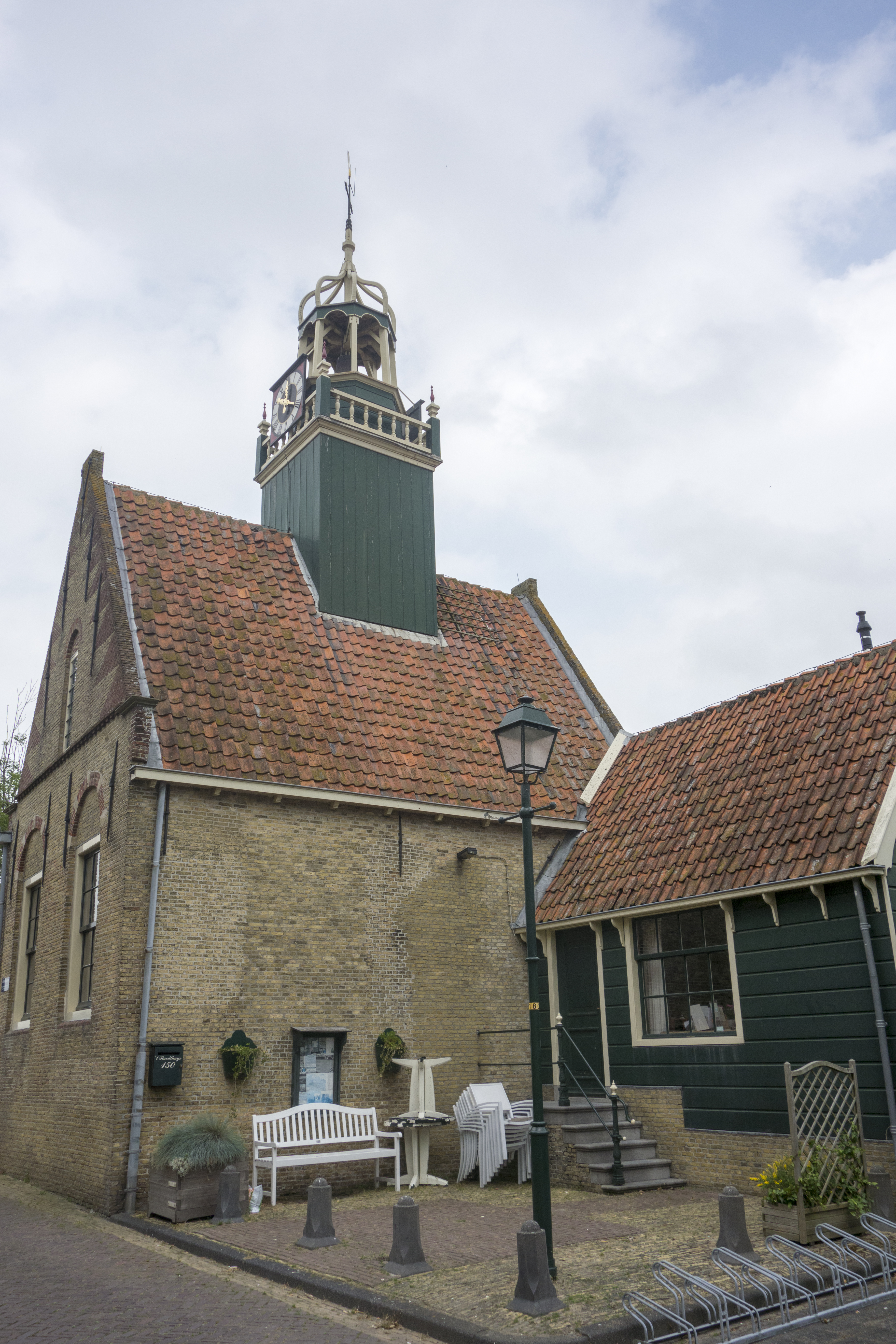
Achterzijde van het raadhuis met houten aanbouw.
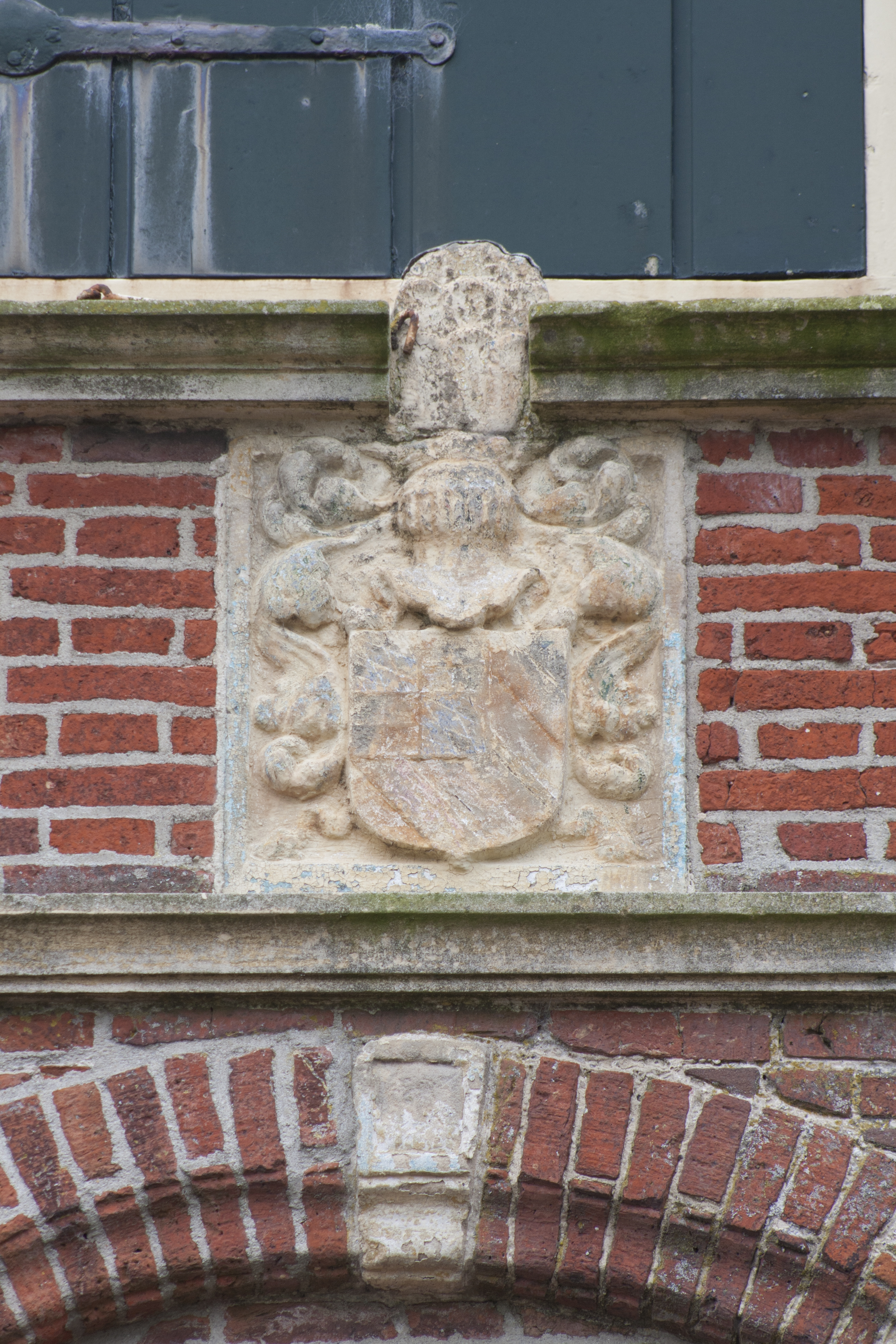
Wapen van Stede Barsingerhorn boven de toegangsdeur.
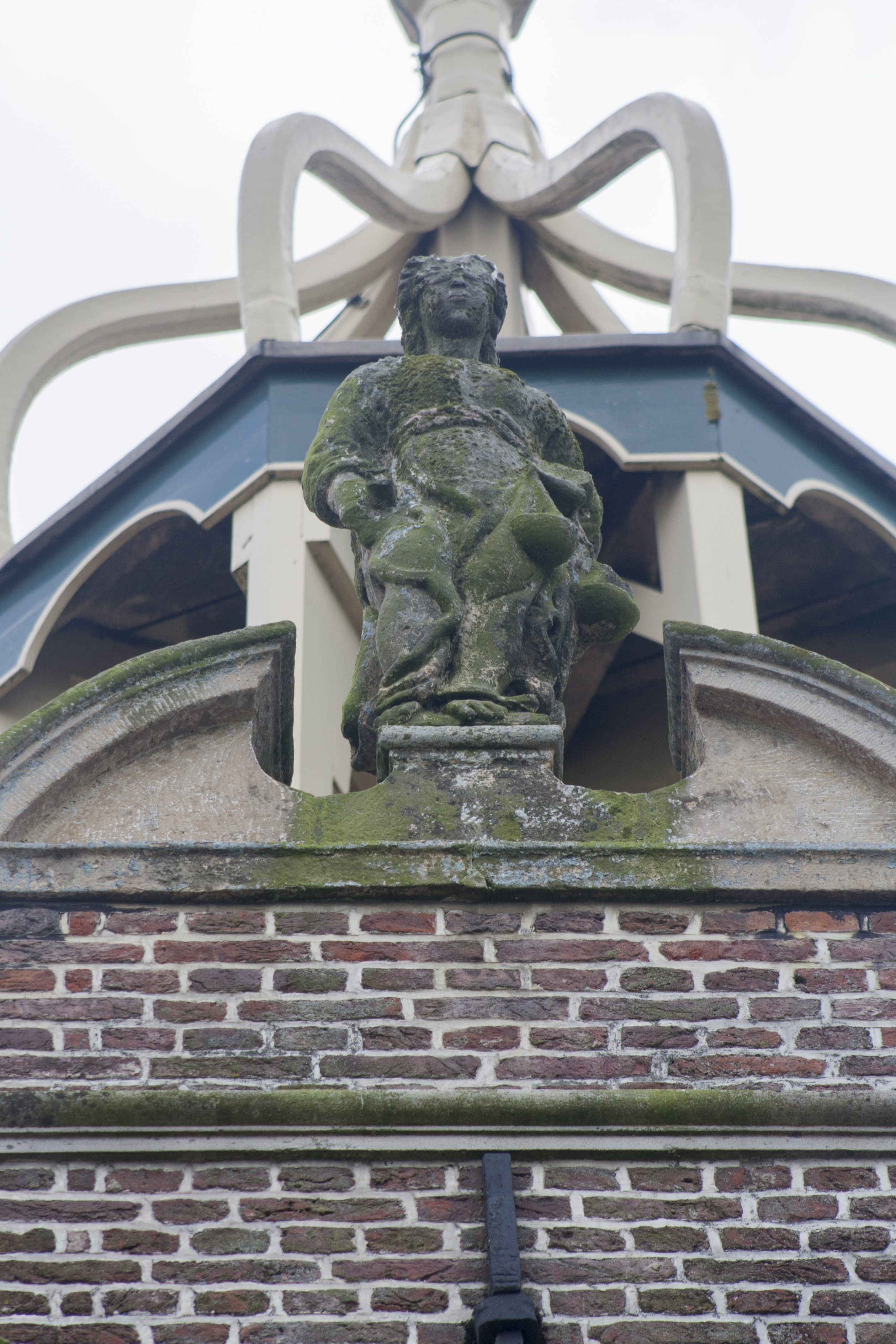
Beeld van vrouwe Justitia als kroon van de trapgevel.
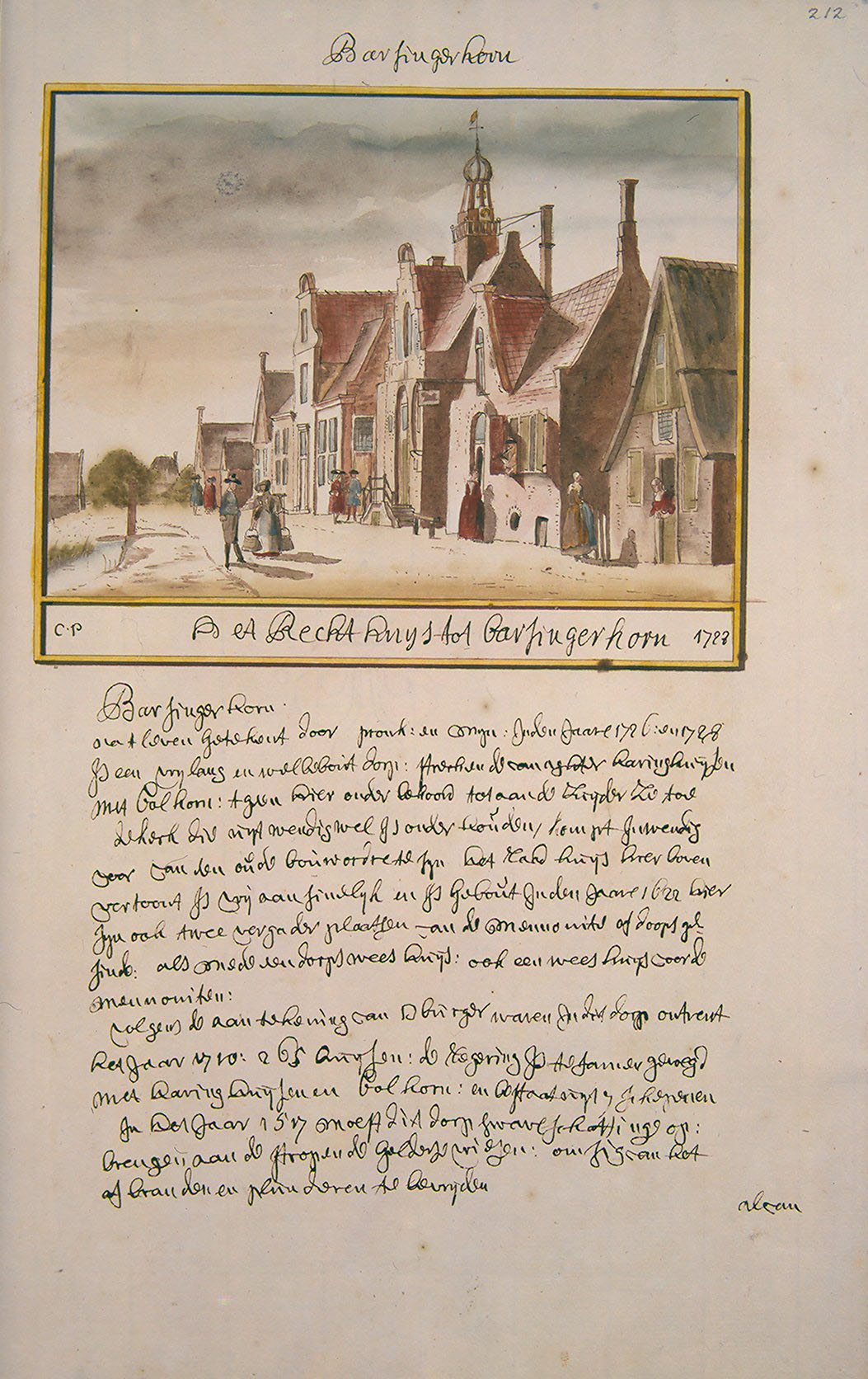
Tekening van het raadhuis uit 1728.